# Micrurus collaris
Micrurus collaris este o specie de șerpi din genul Micrurus, familia Elapidae, descrisă de Schlegel 1837. Conform Catalogue of Life specia Micrurus collaris nu are subspecii cunoscute.